# Nights with You
"Nights with You" é uma canção da cantora e compositora dinamarquesa MØ. Ela foi lançada em 21 de abril de 2017, pela Sony Music, como o quarto single de seu futuro e segundo álbum de estúdio.

## Fundo
A canção estreou no MistaJam's BBC Radio 1 Show.

## Vídeo da música
O vídeo da música foi lançado em 22 de Maio de 2017 e foi filmado em Sofia, Bulgária. "'Nights with You' foi escrita para a minha melhor e mais antiga amiga, e a música é uma celebração da nossa amizade e meu amor por ela", disse MØ. "Eu, obviamente, queria que o vídeo fosse sobre amizade, mas eu queria comunicar isso em uma maneira ampla e de forma universal. Eu queria ser uma reflexão sobre a unidade em ambas as brilhantes vezes e no escuro sobre o pé forte e brilhar a luz através de fronteiras e gerações."

## Lista de faixas
| Digital download |                   |                                                                            |                                  |         |  |
| N.º              | Título            | Compositor(es)                                                             | Produtor(es)                     | Duração |  |
| 1.               | "Nights with You" | Karen Marie Ørsted Benjamin Levin Magnus August Høiberg Ryan Tedder Sophie | Sophie Benny Blanco Cashmere Cat | 3:17    |  |

| Cheat Codes Remix |                                       |         |  |
| N.º               | Título                                | Duração |  |
| 1.                | "Nights With You" (Cheat Codes Remix) | 4:06    |  |

## Créditos
Adaptado a partir do Tidal.
- MØ – compositora, vocalista
- Benny Blanco, Cashmere Cat, Sophie – compositor, produtor, teclado, programador
- Ryan Tedder – compositor
- Serban Ghenea – engenheiro de mixagem
- John Davies – engenheiro de masterização
- João Hanes, David Schwerkolt – engenheiro
- Andrew Luftman, Seif Hussain, Sarah Shelton – coordenador

## Charts
| País      | Chart (2017)              | Posição |
| --------- | ------------------------- | ------- |
| Austrália | (ARIA)                    | 73      |
| Dinamarca | (Hitlisten)               | 21      |
| Irlanda   | (IRMA)                    | 96      |
| Chéquia   | (Singles Digitál Top 100) | 60      |
| Suécia    | (Sverigetopplistan)       | 97      |

## Histórico de lançamento
| Região         | Data                | Formato          | Gravadora | Ref.   |
| -------------- | ------------------- | ---------------- | --------- | ------ |
| Estados Unidos | 21 de abril de 2017 | Download Digital | Sony      | [ 15 ] |